# Qian Xuesen
Qian Xuesen, född 11 december 1911 i Hangzhou, död 31 oktober 2009 i Peking, var en kinesisk vetenskapsman som varit aktiv i både USA:s och Kinas missilprogram.
Qian studerade först vid Shanghai Jiao Tong-universitetet, där han tog en examen i maskinteknik 1934. Han kom till USA 1936 för att studera vid California Institute of Technology, där han fick sin doktorsexamen 1939. Efter att han undervisat vid Caltech och MIT blev han anställd av USA:s krigsprogram och klarade den erforderliga säkerhetsprövningen.
Han blev en av grundarna av Jet Propulsion Laboratory 1943, vilket syftade till att utveckla vapen mot det tyska V-2-programmet. Efter andra världskriget sändes han till Tyskland av USA:s regering för att intervjua tyska vetenskapsmän som Wernher von Braun. Efter sin återkomst till USA 1949 blev Qian anklagad för kommunistiska sympatier under den s.k. Röda faran. Han fängslades och släpptes först 1955 i utbyte mot amerikanska krigsfångar från Koreakriget.
Efter hemkomsten till Kina blev han indragen i statens raket- och missilprogram och han gick med i Kinas kommunistiska parti 1958. Han var en entusiastisk anhängare av det Stora språnget och använde sin vetenskapliga auktoritet för att ge stöd åt de okonventionella tekniker som skulle ge högre avkastning i jordbruket. Han anses också vara det kinesiska rymdprogrammets fader.
På 1980-talet blev Qian känd som en varm förespråkare av Qigong, som enligt hans förmenande kunde utvecklas med hjälp av marxistisk filosofi.

## Utmärkelser
Asteroiden 3763 Qianxuesen är uppkallad efter honom.